# ソ・ドヨン
ソ・ドヨン（徐 道永、1981年4月14日 - ）は、大韓民国の俳優である。大邱広域市出身。身長187cm。血液型A型。両親と弟の四人家族。趣味は音楽鑑賞、演劇・ミュージカル鑑賞、読書など。

## 略歴
幼少期にソウル特別市へ移り住む。
2001年、圓光大学生物学科に在籍中、休学をして兵役に就く。
兵役を終えた2003年にモデルスクールに通い始め、その年のソウル・コレクションでモデルデビューを果たす。その後もグッチやアルマーニなどのファッションショーに次々と出演した。
2004年には、ドキュメンタリー『シングルズ・イン・ソウル2 〜メトロセクシュアル』にモデルとして出演したが、この頃、夢であった俳優になるために演技の勉強にも取り組んでいた。
俳優としてのデビューは、2005年KBSの単発ドラマ『オー！サラ』である。
続いて出演した大ヒット時代劇『海神』では、小さな役でありながらも、ユン・ソクホ監督の目に留まることとなった。そして、ユン・ソクホ監督に俳優としての可能性を見出され、監督の代表作、四季シリーズの完結編『春のワルツ』の主役に抜擢される。
『春のワルツ』におけるユン・ジェハ役を務める。また、日本版『春のワルツ』オープニング曲のため、新たに『Flower-M』をレコーディングしている。
現在は檀国(タングック)大学 演劇映画学科に在学中（2007年3月より）。

## エピソード
- 『春のワルツ』撮影中の2006年4月に、フィリップ役の俳優とのアクションシーンで頬骨が陥没する怪我を負い、ドラマの放送が一週間遅れるという事態に陥った。視聴者やファンへの強い責任感から、事故から一週間で退院し、完治しないままリスクを承知で撮影に復帰。（この時の手術は自身の誕生日である4月14日に行なわれた。）
- 2007年、韓国観光公社の「韓国の日」イベントにソ・ドヨンが出席することが伝えられるや否や、イベント参加希望の電話が殺到し、東京、大阪、福岡の各会場あわせて9000席が1時間で完売となった。
- 『春のワルツ』ユン・ジェハ役をきっかけに、ピアノの練習を続けている。
- 『チング〜愛と友情の絆〜』では、『春のワルツ』同様好青年のサンテク役を演じ、高校生から青年までを演じ、高校時代や軍隊時代の役を演じる際には短髪を披露した。

## 出演作品

### テレビドラマ
- オー！サラ（2005年、KBS） - ミンス役
- 海神（2004年-2005年、KBS） - ムジン役
- 快傑春香（2005年、KBS）
- 春のワルツ（2006年、KBS） - ユン・ジェハ役、主演
- 愛の記憶（2007年、MBC） - ジヌ役、主演
- 止められない結婚（朝鮮語版）（2007年-2008年、KBS） - ワン・ギベク役
- 僕は君にほれた（2008年、KBS） - キム・テズン役
- 天下無敵イ・ピョンガン（2009年、KBS） - ヘンリー・エドワード・スウォーツ／ハン・ジファン役
- チング 〜愛と友情の絆〜（2009年、MBC） - ジョン・サンテク役
- 夜叉-ヤチャ-（朝鮮語版）（2010年-2011年、OCN） - イ・ベッキョル役
- いばらの鳥（2011年、KBS） - チェ・ガンウ役
- あなただけよ（朝鮮語版）（2011年-2012年、KBS） - ハン・ソジュン役
- いばらの花（2013年、JTBC） - パク・ナムジュン役
- ミス・マンマミーア（2015年、KBS） - ユ・ミョンハン役
- 恍惚な隣人（2015年、SBS） - パク・チャヌ役
- 秋のカノン（朝鮮語版）（2015年-2016年、MBC） - キム・ソンジュン役
- 逆流（2017年-2018年、MBC） - カン・ジュニ役
- ちょっと味見しませんか？（2019年、SBS） - オ・テグ役

### 映画
- チョルラの詩（2010年） - 平山幸久役

### その他
- ドキュメンタリー『シングルズ・イン・ソウル2 〜メトロセクシュアル』（2004年）

### CM
- SKテレテック SKY（携帯電話）
- パナソニック LUMIX（デジタルカメラ）
- エバーランド（テーマパーク）